# Ла Сал (Минесота)
Ла Сал (енгл. La Salle) град је у америчкој савезној држави Минесота.

## Демографија
По попису из 2010. године број становника је 87, што је 3 (-3,3%) становника мање него 2000. године.
| Група             | 2000.       | 2010.      |
| Белци             | 90 (100,0%) | 81 (93,1%) |
| Афроамериканци    | 0 (0,0%)    | 1 (1,1%)   |
| Азијати           | 0 (0,0%)    | 0 (0,0%)   |
| Хиспаноамериканци | 0 (0,0%)    | 4 (4,6%)   |
| Укупно            | 90          | 87         |